# Мікаелян Карапет Самвелович
Карапет Самвелович Мікаелян (вірм. Կարապետ Սամվելի Միքայելյան; нар. 27 вересня 1969, Ленінакан, Вірменська РСР) — радянський, вірменський та російський футболіст, півзахисник та нападник. Російський футбольний тренер. Майстер спорту Вірменії.

## Клубна кар'єра
Дебютував 1987 року в складі ленінаканського «Ширака», потім 1,5 роки служив хліборізом у військовій частині в Амурську. 1989 року підписав 3-річний контракт із клубом «Амур» (Комсомольськ-на-Амурі). У тому ж році клуб вилетів у четверту лігу, але в 1992 році розпочав грати з ним у другій російській лізі.
У сезоні 1992 року приєднався до друголігового клубу «Зірка» (Іркутськ). Потім грав у саратовському «Соколі», а в 1997 році став гравцем південнокорейського «Пучхон», який тренував Валерій Непомнящий. У вище вказаному клубі провів сезон 1997 року. Провів три місяці у складі команди першої ліги Ізраїлю, після чого повернувся в саратовський «Сокіл». У 1998 році перейшов звідти до іншого клубу другого дивізіону — іжевського «Газовик-Газпром».
У 1999 році перейшов до вищолігового клубу «Крила Рад» (Самара). У вище вказаному клубі провів сезон 1999 та 2000 року. Потім виступав у друголігових клубах «Ніка» (Москва), «Кузбас-Динамо» (Кемерово), «Динамо» (Ставрополь), «Лукойл» (Нижній Новгород) та ФК «Чита». Кар'єру гравця завершив 2008 року в московській «Ніці».

## Кар'єра в збірній
У футболці національної збірної Вірменії дебютував 5 жовтня 1996 року в нічийному (1:1) поєдинку кваліфікації чемпіонату світу 1998 року проти Північної Ірландії, а 9 жовтня 1996 року в програному (1:5) поєдинку вище вказаного турніру проти Німеччини відзначився першим голом за національну команду. З 1996 по 1999 рік у складі збірної Вірменії зіграв 20 матчів, в яких відзначився 2-ма голами.

### Голи за збірну
| # | Дата           | Місце    | Суперник  | Рахунок | Результат | Змагання             |
| - | -------------- | -------- | --------- | ------- | --------- | -------------------- |
| 1 | 9 жовтня 1996  | Вірменія | Німеччина | 1–5     | Поразка   | кваліфікація ЧС 1998 |
| 2 | 8 вересня 1999 | Вірменія | Франція   | 2–3     | Поразка   | кваліфікація ЧЄ 2000 |

## Кар'єра тренера
З жовтня 2013 року є тренером ЛФК «Шива» (Південна ліга Москви — ЛФЛ (8х8)).

## Проблеми зі здоров'ям
У вересні 2011 року у Мікаеляна діагностували тяжку серцеву недостатність, йому потрібна була термінова трансплантація серця. Вболівальники його колишніх клубів «Зірка» (Іркутськ) та Крила Рад» (Самара) зібрали кошти для фінансування його операції на серці. Однак президент Федерації футболу Вірменії Рубен Айрапетян заявив, що операцію на серці фінансуватиме його федерація.
14 березня 2013 року Карапет переніс операцію на серці. З 25 лютого Союз футболістів і тренерів Росії збирав гроші на операцію Мікаеляна. Операція вартістю 935 000 рублів (приблизно 30 487 доларів США) пройшла успішно. Серед тих, хто надали фінансову підтримку Карапету Мікаеляну, були «Крилія Рад» (Самара) та Федерація футболу Вірменії.